# Emma Goldman

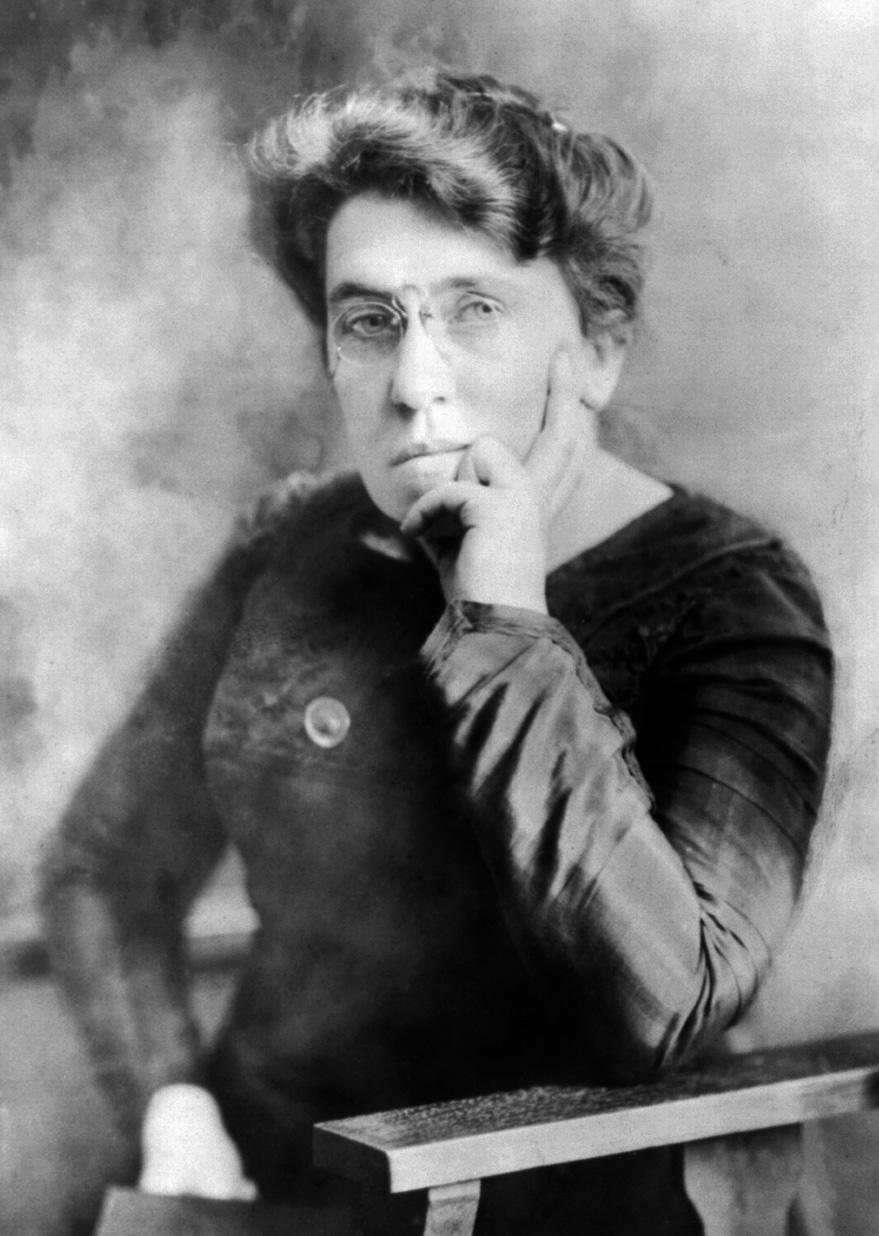
Emma Goldman, 1911

Emma Goldman (Kaunas, 27 juni 1869 – Toronto, 14 mei 1940) was een Amerikaanse anarchiste en feministe van Joodse afkomst.
Haar familie verhuisde tijdens haar tienerjaren van Litouwen naar Sint-Petersburg. Daar deed ze haar eerste revolutionaire ideeën op. Daarvandaan emigreerde ze op haar zeventiende naar de Verenigde Staten. Later woonde ze ook in Rusland (daar in 1919 vanwege haar revolutionaire overtuiging naartoe gedeporteerd), Zuid-Frankrijk en Groot-Brittannië.
Ze heeft zowel de Russische Revolutie als de Spaanse Burgeroorlog meegemaakt.
Haar bekendste werk is Anarchism, and Other Essays.
Het bekende citaat 'If I can't dance to it, it's not my revolution' wordt vaak aan Emma Goldman toegeschreven, maar het is onduidelijk of zij dit werkelijk heeft gezegd.

## Levensloop
In New York ontmoette ze Alexander Berkman. Ze waren spilfiguren binnen de anarchistische beweging in de VS. Ze schreef in de Verenigde Staten voor het blad Mother Earth. Goldman werd, samen met Berkman vanwege haar activiteiten tegen de Eerste Wereldoorlog en voor haar aanmoediging van de arbeidersstrijd in de VS als onderdeel van de Red Scare naar Rusland verbannen. Ze werden op 21 december 1919 met 247 anderen op een gammele boot met de cynische naam Sovjet Ark gezet.

## Russische revolutie

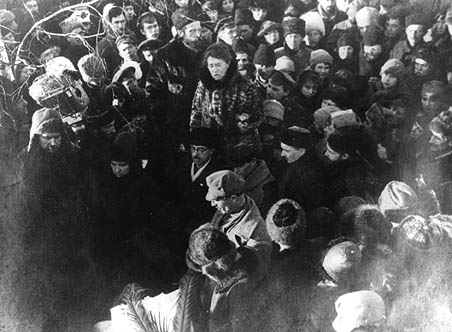
De begrafenis van Pjotr Kropotkin was de gelegenheid van de laatste grote demonstratie van anarchisten in Moskou; tienduizenden mensen stroomden de straat op om hun respect te betuigen. Hier houdt Emma Goldman een lofrede voor Kropotkin voor de menigte. Direct voor Goldman staat haar levenslange kameraad Alexander Berkman.

Na een tussenstop in Finland kwam Goldman uiteindelijk in 1920 in Rusland aan waar ze initieel als heldin werd ontvangen. Vol goede moed zetten zij en Berkman zich  voor de Russische Revolutie in, maar merkten al snel het onderscheid tussen hun libertaire opvatting van de revolutie en die van de autoritaire bolsjewieken onder leiding van Vladimir Lenin. Langzaam begon de communistische regering de anarchistische elementen in de revolutie te onderdrukken. De sovjets, de vrije arbeiders- en soldatenraden, werden onder controle van de bolsjewistische regering gebracht en de milities werden onder leiding van Leon Trotski omgevormd tot het Rode Leger en kwam daarmee eveneens onder diens controle. Nadat het Rode Leger ingezet werd tegen stakers, in Petrograd en in 1921 Kronstadt werd belegerd, nadat deze in opstand was gekomen tegen de dominantie van de bolsjewieken en vrije raden eiste, keerden Goldman en Berkman zich openlijk tegen het Sovjet-regime. Tot dan toe hadden ze achter de schermen geprobeerd de loop der dingen ten positieve te beïnvloeden. Ze schreven samen met Alexej Brorovoj en Alexander Schapiro de tekst De Russische Revolutie en de Communistische Partij waarin zij de machtsovername van de bolsjewieken bekritiseren. Deze tekst werd initieel anoniem verbreid. Goldman verliet Rusland in 1921 en belandde enige jaren in Duitsland in Berlijn. Later zou zij nog meerdere kritische analyses schrijven over de acties van de Russische communisten, waaronder My disillusionment in Russia (1923) en My further disillusionment in Russia (1924).
Hierna reisde ze van Berlijn naar Londen, waar ze wederom met deportatie werd bedreigd. In 1927 vertrok ze hierom naar Canada.

## Spaanse revolutie
In 1936 ging ze naar Spanje om er de Spaanse Revolutie te steunen en tegen Franco's fascisme te vechten in de Spaanse Burgeroorlog. Dit was een belangrijke periode voor haar. Haar hoop was gebroken na de autoritaire wending die de Russische Revolutie had genomen en de zelfmoord die haar levensgezel Berkman in juni 1936 pleegde. Goldman werd tijdens de Spaanse Burgeroorlog en Revolutie internationale afgevaardigde voor de CNT en FAI. Gedurende deze tijd schreef ze de necrologie van de prominente Spaanse anarchist Buenaventura Durruti, getiteld "Durruti is Dead, Yet Living". Ze schreef in deze periode vele brieven aan internationale kameraden over haar ervaringen in Spanje, deze zijn samengebracht in het boek Vision on Fire (2006). Ze gaf veelvuldig interview en lezingen en ondersteunde de anarchosyndicalisten vol enthousiasme. Ze schreef ook regelmatig voor Spain and the World, een tweewekelijkse krant met de burgeroorlog en revolutie in Spanje als zwaartepunt.
In september 1938 bezocht ze Spanje nogmaals, maar het land leek volgens haar wel een "brandend huis". De oorlog tegen het fascisme had zijn tol geëist, er waren veel slachtoffers te betreuren en veel terreinverlies. Vlak voor haar terugkeer naar Londen verklaarden de nationalistische troepen van Franco de overwinning. Goldman was gefrustreerd over de afzijdigheid van de Britse regering, die Spanje economisch had geboycot en geblokkeerd, terwijl de nationalistische en fascistische zijde steun genoot van zowel Nazi-Duitsland onder Hitler als fascistisch Italië van Mussolini. Goldman reisde gefrustreerd naar Canada, waar ze de laatste jaren van haar leven doorbracht. Haar verdiensten voor de Spaanse Revolutie waren echter niet vergeten; op haar 70ste verjaardag kreeg ze een bericht uit Parijs van voorzitter Mariano Vázquez van de CNT-FAI met een dankbetuiging voor haar bijdragen en noemde haar "onze spirituele moeder". Dit noemde ze "het mooiste eerbetoon dat ze ooit heeft ontvangen".
Emma Goldman stierf op 14 mei 1940 op 70-jarige leeftijd en ligt begraven in Chicago.

## Trivia
In Aflevering 4 van seizoen 1 van de serie Sons of Anarchy 'Patch Over' wordt een definitie van het anarchisme volgens Emma Goldman verteld nl. 
“Anarchism stands for the liberation of the human mind from the dominion of religion and liberation of the human body from the coercion of property; liberation from the shackles and restraint of government. It stands for a social order based on the free grouping of individuals…” - Emma Goldman.

### Nederlandse Vertalingen
- 1924 - De oorzaken van den ondergang der russische revolutie. Amsterdam,  De Fakkel
- 1978 - Mijn leven. Baarn, Het Wereldvenster. Deel 1, 1978 ISBN 90-293-9663-6; Deel 2, 1979 ISBN 90-293-9672-5
- 1979 - De nieuwe vrouw. Feministiese opstellen. Wageningen, Moreel ISBN 90-6341-004-2. Ontleend aan: Anarchism and other essays
- 1982 - Essays en brieven. Bussum, Wereldvenster ISBN 90-293-9599-0